# قصر بصر كحولي
تقترح نظرية قصر البصر الكحولي (بالإنجليزية: Alcohol myopia)‏ تفسيراً لأخطاءِ المحاكمة العقلية الناجمة عن تعاطي الكحول.
قصر البصر الكحولي هو ميل الناس تحت تأثير الكحول للاستجابة للإشارات (cues) والتلميحات الآنية من حولهم، في حين يتجاهلون الإشارات والتلميحات البعيدة والعواقب السيئة المحتملة. فالإشارات الفورية والآنية تكون قوية وواضحة وفي متناول اليد. فقصير البصر الكحولي ينخرط في سلوكيات يفكر فيها مرتين إذا كان واعياً.
فمثلاً، عند وقوع مشادة كلامية، فقصير البصر الكحولي يكون أسرع من المعتاد لتوجيه لكمةٍ لخصمه، لأن إشارات الدخول في مشاجرة تكون قوية وفورية. وبالمثل، في حفل صاخب، فإن قصير البصر الكحولي يكون أكثر حماساً من المعتاد للانضمام لأن إشارات المرح تهيمن عليه.
يمكن أن يفسر قصر البصر الكحولي العديد من الأخطاء في المحاكمة العقلية التي تؤدي إلى سلوك محفوف بالمخاطر، بما في ذلك الاعتداء والاغتصاب وعدم استخدام الواقي والقيادة المتهورة أثناء السُّكر. هذا الميل لتتبع المكافأة قصيرة الأمد وعدم النظر في العواقب طويلة الأمد ملاحظ بشكل خاص عند المراهقين الذين لم يكتمل عندهم نمو الفص الجبهي، وهو الجزء من الدماغ الذي يتحكم في السلوك، بعبارة أخرى الكحول يثبط المثبط.